# Heterispa apicalis
Heterispa apicalis es una especie de insecto coleóptero de la familia Chrysomelidae descrita en 1927 por Pic.